# شوغر راي ليونارد
شوغر راي ليونارد (Sugar Ray Leonard) (ولد في 17 من مايو 1956م) هو ملاكم أمريكي محترف متقاعد وممثل في بعض الأحيان. كان اسمه راي تشارلز ليونارد، تيمنًا بمغني والدته المفضل، راي تشارلز (Ray Charles). كان ليونارد أول ملاكم يتلقى أكثر من 100 مليون دولار في حقيبة يد، ويفوز بألقاب عالمية في خمس فئات وزن مختلفة ويهزم زملاء المستقبل من منتسبي قاعة مشاهير الملاكمة الوطنية (International Boxing Hall of Fame) ويلفريد بينيتيز، وتوماس هيرنز، وروبيرتو دوران ومارفن هغلر. وقد أُطلق عليه اسم «ملاكم العِقد» في الثمانينيات.
خاض خلال مسيرته 40 نزالا، فاز بـ 36 منها.

## وصلات خارجية
- شوغر راي ليونارد على موقع IMDb (الإنجليزية)
- شوغر راي ليونارد على موقع الموسوعة البريطانية (الإنجليزية)
- شوغر راي ليونارد على موقع إن إن دي بي (الإنجليزية)
- شوغر راي ليونارد على موقع ديسكوغز (الإنجليزية)
- شوغر راي ليونارد على موقع قاعدة بيانات الفيلم (الإنجليزية)
- شوغر راي ليونارد على موقع بوكس ريك (الإنجليزية) (registration required)
- شوغر راي ليونارد على موقع اللجنة الأولمبية الدولية (الإنجليزية)
- شوغر راي ليونارد على موقع أوليمبيديا (الإنجليزية)

- The Super Fight: Hagler vs Leonard نسخة محفوظة 23 يوليو 2013 على موقع واي باك مشين.
- Official Site
- The Sugar Ray Leonard Foundation
- سجل الملاكمة لـ شوغر راي ليونارد من بوكس ريك
- Ray Leonard's Amateur Boxing Record
- Sugar Ray Leonard's U.S. Olympic Team Bio